# Janesville Jets
Janesville Jets är ett amerikanskt juniorishockeylag som spelar i North American Hockey League (NAHL) sedan 2009. De spelar sina hemmamatcher i inomhusarenan Janesville Ice Arena, som har en publikkapacitet på 1 000 åskådare vid ishockeyarrangemang, i Janesville i Wisconsin. Laget ägs av Wisconsin Hockey Partners, LLC, där en av delägarna är ishockeyspelaren Joe Pavelski som spelar för San Jose Sharks i den nordamerikanska proffsligan National Hockey League (NHL). Jets har fortfarande inte vunnit någon Robertson Cup, som delas ut till det lag som vinner NAHL:s slutspel.
De har ännu inte fostrat någon nämnvärd spelare.